# Populærvidenskab
Populærvidenskab (el. populær videnskab) er bestræbelser på formidling af videnskabelige emner på en måde, hvor vanskelige videnskabelige fagudtryk og fremmedord i videst muligt omfang er omskrevet til et mere alment forståeligt sprog. Populærvidenskab har fra 1950'erne vundet udbredelse som del af den almene folkeoplysningen, herunder i bl.a. aftenskoler, folkeuniversiteter, voksenuddannelser, m.m., først og fremmest inden for naturvidenskaberne, men gradvis også inden for humanistiske områder, samfundsvidenskab, geografi, kunst, kultur, m.m..
Populærvidenskab omfatter en bred kategori af formidlende aktiviteter (tidsskrifter, artikler, bøger, udstillinger, workshops, foredrag, m.m.), der ofte bestræbelser sig på at formidle viden inden for såvel naturvidenskab, samfundsvidenskab og humaniora til såvel fagfolk som andre interesserede gennem anvendelse af et sprog, hvor de faglige termer i videst muligt omfang er omskrevet eller forklaret og gjort forståelige for en bredere målgruppe, men uden at slippe taget i fagligheden. I den anden ende af spektret findes formidlinger, tidsskrifter, m.m., hvor det populære er mere i centrum end det videnskabelige.
Fælles for alt populærvidenskab er ofte manglen på kildehenvisninger, hvor kilden kan efterprøves.